# Църковно-исторически и архивен институт
Църковноисторически и архивен институт при Българската патриаршия (ЦИАИ). По инициатива на Българския патриарх
Максим и въз основа на проект, съставен от тогавашния ръководител на катедрата по История на Църквата в бившата Духовна академия (сега Богословски факултет) проф. д-р Тодор Събев с протокол № 7 от 18 юни 1974 г. на заседание на Св. Синод в пълен състав е учреден, считано от 1 юли 1974 г. ЦИАИ при Българската патриаршия.
ЦИАИ се управлява от специален Правилник, приет с протокол № 17 от 14 ноември 1974 г. на заседание на Св. Синод в пълен състав. Съгласно чл. 1 на този Правилник
| „ | "ЦИАИ при Българската Патриаршия е научно учреждение, което има за цел да развива църковноисторическата наука у нас, да издирва, съхранява, обработва и издава архивни материали...; да осъществява специфични задачи от църковнопросветен, църковнообществен и патриотичен характер". | “ |

## Архив
Още при самото създаване на ЦИАИ се открива архивен отдел, в който са прибрани ценни архивни документи от Българската екзархия, от Св. Синод, от някои манастири, както и архивни сбирки на бележити духовници и богослови. В началото на 1987 г. по решение на Св. Синод в ЦИАИ преминава историко-архивния отдел на Централния църковен историкоархеологически музей (ЦЦИАМ) при Св. Синод – писма, кондики, фермани, сметководни тефтери, снимки и др. от периода на Възраждането.
По същото време става и прехвърлянето на отдел „Ръкописи и старопечатни книги“ от ЦЦИАМ, който съдържа около 375 славянски ръкописа, 215 ръкописа на гръцки език, 100 чуждоезични ръкописа и близо 700 старопечатни славянски, гръцки и латински книги.

## Издателска дейност
ЦИАИ издава две периодични издания – „Известия“ (от които са излезли три тома), в които са публикувани студии, статии, съобщения и рецензии и „Църковноисторически архив“ (от който са излезли само два тома), в който са публикувани изключително документи и архивни материали. ЦИАИ е издал самостоятелно или съвместно с бившата Духовна академия няколко научни юбилейни сборника – по случай 100 години от Априлското въстание, 100 години от Освобождението на България, „Българската Патриаршия през вековете“ и др.
С настъпилата криза във върховното управление на Българската православна църква от 1990 г. ЦИАИ работи с крайно намален състав. От месец март 1986 г. и. д. директор е доц. д-р Христо Темелски, който от 1 април 1995 г. става титуляр. Поради
липса на средства е преустановено издаването на периодичните издания. С решение на Светия синод на БПЦ от юни 2025 г. за директор на института е избран отец Козма Поповски, дългодишен свещеник и преподавател в Софийската духовна семинария „Св. Йоан Рилски“.
Публикуването на научни трудове и документи става с помощта на други институти и издателства. Вече се работи по изготвянето на 4-томен опис на славянските ръкописи и издаването на многотомна поредица от извори за Българската екзархия.
На 22 март 2010 г. официално е представен том 1 от описа на славянските ръкописи – едно великолепно издание.

## Местонахождение
ЦИАИ се помещава в сградата на Богословския факултет, пл. „Св. Неделя“ № 19, тел. 02/987-44-83.